# إدي هيرون
إدي هيرون (بالإنجليزية: Eddie Heron)‏ هو غطاس أيرلندي، ولد في 1910، وتوفي في 1985.

## وصلات خارجية
- إدي هيرون على موقع أوليمبيديا (الإنجليزية)